# Tartaruga in umido
La tartaruga in umido era un antico piatto tradizionale preparato dai pescatori di Viareggio, diffusa anche in altre zone costiere d'Italia. Le preparazioni in umido sono molto tipiche della cucina viareggina e della cucina toscana in generale. 
Non è più possibile preparare questo piatto a causa delle limitazioni normative alla cattura delle tartarughe.

## Origine
Le tartarughe costituivano un problema per i pescatori, in quanto rimanevano spesso nelle reti e le danneggiavano, oltre a nutrirsi dei pesci catturati. Peraltro la tartaruga è un animale mordace. Per questo motivo i pescatori viareggini generalmente uccidevano le tartarughe catturate e le macellavano per consumarne le carni, direttamente sulle navi. 

## Preparazione
Una volta macellato l'animale ed estratto il muscolo, si poteva cuocere con passata o conserva di pomodoro e spezie varie, quali noce moscata, chiodo di garofano e altro. 